# لقطة خاطفة
اللقطة الخاطفة هي نوع من اللقطة الشاملة التي تتحرك فيها الكمرة بسرعة كبيرة بحيث تُشوّش الصورة إلى خطوط غير واضحة. يكثر استخدامها للانتقال بين اللقطات، ويمكن أن تشير إلى مرور الوقت أو وتيرة العمل المحمومة. تتتيح اللقطة الخاطفة كما المسح الطبيعي دافعًا مريحًا ومثيرًا للاهتمام بصريًا للانتقال من لقطة إلى أخرى.